# Jon Michael Hill
Jon Michael Hill (ur. 28 lipca 1985 w Waukegan, Illinois) – amerykański aktor, najbardziej znany z roli jako detektyw Marcus Bell w serialu CBS Elementary.

## Życiorys
Urodzony w Waukegan, Illinois, dorastał jako młodszy z dwóch synów w rodzinie robotniczej. Teatrem zainteresował się w pierwszej klasie szkoły podstawowej.

## Filmografia

### Filmy
| Rok  | Tytuł               | Rola             | Informacje           |
| ---- | ------------------- | ---------------- | -------------------- |
| 2007 | The Last Stain      | Brodsky          | film krótkometrażowy |
| 2010 | Falling Overnight   | Troy             |                      |
| 2015 | No Pay, Nudity      | New Kid          |                      |
| 2015 | Standing8           | Abdul            | film krótkometrażowy |
| 2016 | In the Radiant City | Richard Gonzales |                      |
| 2018 | Pass Over           | Moses            |                      |
| 2018 | Wdowy               | Reverend Wheeler |                      |

### Telewizja
| Rok       | Tytuł                              | Rola                      | Informacje           |
| --------- | ---------------------------------- | ------------------------- | -------------------- |
| 2010–2011 | Detroit 1-8-7                      | Detektyw Damon Washington | główna obsada        |
| 2011      | Prawo i porządek: sekcja specjalna | Tre Davis                 | sezon 13, odcinek 10 |
| 2012      | Mogło być gorzej                   | Darnell                   |                      |
| 2012      | Impersonalni                       | Curtis                    | sezon 1, odcinek 14  |
| 2012-2019 | Elementary                         | Detektyw Marcus Bell      | główna obsada        |